# Bende László
Bende László (Szeged, 1895. szeptember 27. – Budapest, 1980. július 19.) magyar színész, színházi rendező.

## Életpályája
Rákosi Szidi színiiskolájában tanult. 1921-től a Renaissance Színházban lépett fel. Az 1920-as évek közepétől Szegeden, Pécsett, Kecskeméten, Debrecenben szerepelt. 1952-től Szolnokon, majd az Állami Déryné Színházban volt látható. 1967–1980 között a Vígszínház művésze volt.
Kezdetben szerelmes szerepeket alakított, majd jellemszínész lett. Zenés vígjátékokban is sikeresen szerepelt.

## Magánélete
1919. szeptember 25-én Szegeden házasságot kötött Jakabffy Rózsával (1897–?). Fia, Bende Miklós (1921–2007) szintén színész volt.
Sírja a Farkasréti temetőben található.

## Színházi szerepei
A Színházi Adattárban regisztrált bemutatóinak száma: 46.
- Madách Imre: Az ember tragédiája
- Farkas Ferenc: Csínom Palkó... Konek gróf
- Vagyim Nyikolajevics Szobko: A második front mögött... Arthur Crosby
- Szigligeti Ede: A csikós... Főbíró
- Gogol: A revizor... Spekin
- Anton Szemjonovics Makarenko: Az új ember kovácsa... Muszij Karpovics
- Schiller: Ármány és szerelem... Von Kalb
- Sándor Kálmán: A harag napja... Máriáss Károly
- Lehár Ferenc: Luxemburg grófja... Bírósági elnök
- William Shakespeare: Vízkereszt, vagy amit akartok... Pap
- Alekszandr Kornyejcsuk: Ukrajna mezőin... Pecserica
- Kerekes János: Állami Áruház... Bányai
- Roger Vailland: Foster ezredes bűnösnek vallja magát... Hitchcock ezredes
- Illyés Gyula: Fáklyaláng... Aulich Lajos
- Lehár Ferenc: Vándordiák... István
- Theodore Dreiser: Amerikai tragédia... Mason ügyész
- Vincze Ottó: Boci-boci tarka... Szenda Mihály
- Katona József: Bánk bán... II. Endre
- Vlagyimir V. Scserbacsov: Dohányon vett kapitány... Harmadik bojár
- George Bernard Shaw: Pygmalion... Pickering ezredes
- Csiky Gergely: Mukányi... Darnai
- Eötvös József: Hű szerelmesek (Éljen az egyenlőség)... Gróf Ábrányi
- Pongrácz László: Déryné útrakél... Báró Lipneczky
- Kálmán Imre: Csárdáskirálynő... Ferdinánd főherceg
- Vereczkey Zoltán: Férjek papucsban... Tassy Tódor
- Fehér Klára: Nem vagyunk angyalok... Dr. Joó Ferenc
- Kállai István: Majd a papa... Predó
- Harriet Beecher Stowe: Tamás bátya kunyhója... Haley
- Szigligeti Ede: Liliomfi... Schnaps
- Tóth Miklós: Köztünk maradjon... Csajágh
- Georg Büchner: Danton halála
- Molnár Ferenc: Előjáték Lear királyhoz... Somogyi
- Babay József: Három szegény szabólegény... Kalapos Kelemen
- Hegedüs Géza: Mátyás király Debrecenben... I. mester
- William Shakespeare: Téli rege... Dion
- Szinetár György: Én, Varga Katalin... Petrás
- Edmond Rostand: Cyrano de Bergerac... Második márki
- Krúdy Gyula: A vörös postakocsi... Esterházy
- Jean Giraudoux: Bellaci Apollo... 2. elnökségi tag
- Galambos Lajos: Fegyverletétel... Filippovics tábornok
- Kárpáthy Gyula: A perbefogott diák... Esperes
- Kapás Dezső – Krúdy Gyula: Rezeda Kázmér szép élete
- Presser Gábor: Jó estét nyár, jó estét szerelem
- Tadeusz Różewicz: Az éhező művész elmegy... Második öregúr
- Heltai Jenő: A néma levente
- Bókay János: Négy asszonyt szeretek
- Emmet Lavery: Az úr katonái

## Filmjei
- Luxemburg grófja (1922)
- Holnap kezdődik az élet (1924)
- Vízivárosi nyár (1964)
- Isten hozta, őrnagy úr! (1969)
- Rózsa Sándor (1971)
- A fekete város 1-7. (1972)
- Házasságtörés (1972)
- Sólyom a sasfészekben (1974)
- Ki vágta fejbe Hudák elvtársat? (1974)
- Nász a hegyen (1974)
- Forduljon Psmithhez (1975)
- Beszterce ostroma (1976)
- Robog az úthenger 1-6. (1976)
- Luther Márton és Münzer Tamás (1977)
- Abigél (1978)
- Bűnügy, lélekelemzéssel (1979)
- Sándor Mátyás 1-6. (1979) – Boros (hangja: Szabó Imre)